# René Stadelmann
René Stadelmann (* 29. Januar 1974 in Werthenstein im Kanton Luzern) ist ein ehemaliger Schweizer Radrennfahrer.

## Karriere
Er war als Amateur Mitglied im Verein VC Rollers Wolhusen. Stadelmann startete seine Laufbahn als Berufsradfahrer im Jahr 1999 beim Schweizer Team Ericsson-Villiger. Zur Saison 2000 wechselte er dann – wie auch einige andere seiner Teamkollegen – zur neugegründeten Mannschaft Phonak Hearing Systems von Jean-Jacques Loup. Dort konnte er am 10. September seinen einzigen Profisieg beim Grand Prix de Lausanne, einem Rennen des nationalen Rennkalenders, feiern. Einen Erfolg auf internationaler Ebene verpasste er nur knapp, als er sich auf der zweiten Etappe der Hessen-Rundfahrt nur seinem Landsmann Roger Beuchat vom Post Swiss Team geschlagen geben musste. Im Gesamtklassement der Rundfahrt belegte Stadelmann abschliessend Rang sechs. Ausserdem fuhr er 2000 noch drei weitere Platzierungen unter den besten Zehn in Wettbewerben des nationalen Kalenders heraus.
Gleich zu Beginn der neuen Saison 2001 konnte Stadelmann bei der Tour de Langkawi in Malaysia im Februar auf sich aufmerksam machen, als er Zehnter auf der neunten Etappe wurde. Bei der Rheinland-Pfalz-Rundfahrt sprang ein vierter und ein dritter Etappenrang heraus. Am Ende des Jahres 2001 beendete René Stadelmann seine Karriere als Profirennfahrer.
2009, 2010 und 2011 gewann Stadelmann mit seinen Teamkollegen die Mannschaftswertung des 24-Stunden-Rennens von Schötz.

## Erfolge
2000
- Grand Prix de Lausanne